# بخش کانپور
بخش کانپور (به انگلیسی: Kanpur division) یک منطقهٔ مسکونی در هند است که در اوتار پرادش واقع شده‌است.